# Liste nationaler Fußballmeister 2009
Diese Liste zeigt die nationalen Fußballmeister des Kalenderjahres 2009.

## Asian Football Confederation
| Land                         | Verband                                      | Wettbewerb                                   | Saison  | Meister                         |
| ---------------------------- | -------------------------------------------- | -------------------------------------------- | ------- | ------------------------------- |
| Afghanistan                  | Afghanistan Football Federation              | Afghanistan Premier League                   | 2009    | nicht bekannt/nicht ausgetragen |
| Australien                   | Football Federation Australia                | A-League                                     | 2008/09 | Melbourne Victory               |
| Bahrain                      | Bahrain Football Association                 | Bahraini Premier League                      | 2008/09 | Muharraq Club                   |
| Bangladesch                  | Bangladesh Football Federation               | B. League                                    | 2008/09 | Abahani Ltd. Dhaka              |
| Bhutan                       | Bhutan Football Federation                   | A-Division                                   | 2009    | Druk Star FC                    |
| Brunei                       | Football Association of Brunei Darussalam    | Brunei Premier League                        | 2008/09 | nicht ausgetragen               |
| Chinesisch Taipeh            | Chinese Taipei Football Association          | Intercity Football League                    | 2009    | Kaohsiung Yaoti                 |
| Guam                         | Guam Football Association                    | Guam League                                  | 2008/09 | Quality Distributors            |
| Hongkong                     | The Hong Kong Football Association           | Hong Kong First Division League              | 2008/09 | South China AA                  |
| Indien                       | All India Football Federation                | I-League                                     | 2008/09 | Churchill Brothers SC           |
| Indonesien                   | Football Association of Indonesia            | Indonesia Super League                       | 2008/09 | Persipura Jayapura              |
| Irak                         | Iraq Football Association                    | Irakische Fußballmeisterschaft               | 2008/09 | Arbil SC                        |
| Iran                         | Football Federation Islamic Republic of Iran | Persian Gulf Cup                             | 2008/09 | Esteghlal Teheran               |
| Japan                        | Japan Football Association                   | J. League Division 1                         | 2009    | Kashima Antlers                 |
| Jemen                        | Yemen Football Association                   | Yemeni League                                | 2008/09 | al-Hilal al-Hudaida             |
| Jordanien                    | Jordan Football Association                  | Jordanische 1. Liga                          | 2008/09 | al-Wihdat                       |
| Kambodscha                   | Football Federation of Cambodia              | Cambodian League                             | 2009    | Nagacorp FC                     |
| Katar                        | Qatar Football Association                   | Qatar Stars League                           | 2008/09 | Al-Gharafa                      |
| Kirgisistan                  | Football Federation of Kyrgyz Republic       | Top Liga                                     | 2009    | Dordoi-Dynamo                   |
| Kuwait                       | Kuwait Football Association                  | Kuwaiti Premier League                       | 2008/09 | Al Qadsia Kuwait                |
| Laos                         | Lao Football Federation                      | Lao League                                   | 2009    | nicht ausgetragen               |
| Libanon                      | Fédération Libanaise de Football Association | Libanesische Premier League                  | 2008/09 | Al Nejmeh                       |
| Macau                        | Macau Football Association                   | Campeonato da 1ª Divisão do Futebol          | 2009    | GD Lam Pak                      |
| Malaysia                     | Football Association of Malaysia             | Malaysia Super League                        | 2009    | Selangor FA                     |
| Malediven                    | Football Association of Maldives             | Dhivehi League                               | 2009    | VB Sports                       |
| Mongolei                     | Mongolian Football Federation                | Mongolia Premier League                      | 2009    | Ulaanbaatar University          |
| Myanmar                      | Myanmar Football Federation                  | Myanmar National League                      | 2009    | nicht ausgetragen               |
| Nepal                        | All Nepal Football Association               | Martyr's Memorial A-Division League          | 2008/09 | nicht ausgetragen               |
| Nordkorea                    | DPR Korea Football Association               | DPR Korea Football Liga                      | 2009    | Sportgruppe 25. April           |
| Oman                         | Oman Football Association                    | OFA Oman Mobile League                       | 2008/09 | al-Nahda Club                   |
| Osttimor                     | Federação Futebol Timor-Leste                | Super Liga                                   | 2008/09 | nicht bekannt/nicht ausgetragen |
| Pakistan                     | Pakistan Football Federation                 | Pakistan Premier League                      | 2009    | KRL FC                          |
| Palästina                    | Palestinian Football Federation              | West Bank Premier League & Gaza Strip League | 2008/09 | Wadi Al-Nes & Shabab Rafah      |
| Philippinen                  | Philippine Football Federation               | Filipino Premier League                      | 2009    | nicht bekannt/nicht ausgetragen |
| Saudi-Arabien                | Saudi Arabian Football Federation            | Saudi Professional League                    | 2008/09 | Al-Ittihad                      |
| Singapur                     | Football Association of Singapore            | S-League                                     | 2009    | FC Singapore Armed Forces       |
| Sri Lanka                    | Football Federation of Sri Lanka             | Kit Premier League                           | 2009    | Sri Lanka Army FC               |
| Südkorea                     | Korea Football Association                   | K League                                     | 2009    | Jeonbuk Hyundai Motors          |
| Syrien                       | Syrischer Arabischer Fußballverband          | Syrische Profiliga                           | 2008/09 | Al-Karama                       |
| Tadschikistan                | Tajikistan National Football Federation      | Wysschaja Liga                               | 2009    | Vakhsh Qurghonteppa             |
| Thailand                     | Football Association of Thailand             | Thai Premier League                          | 2009    | Muangthong United               |
| Turkmenistan                 | Football Association of Turkmenistan         | Ýokary Liga                                  | 2009    | HTTU Aşgabat                    |
| Usbekistan                   | Oʻzbekiston Futbol Federatsiyasi             | Usbekische Professionelle Fußballliga        | 2009    | Bunyodkor Taschkent             |
| Vereinigte Arabische Emirate | United Arab Emirates Football Association    | UAE Arabian Gulf League                      | 2008/09 | Al-Ahli                         |
| Vietnam                      | Vietnam Football Federation                  | V.League 1                                   | 2009    | SHB Đà Nẵng                     |
| Volksrepublik China          | Chinese Football Association                 | Chinese Super League                         | 2009    | Beijing Guoan                   |

## Confédération Africaine de Football
| Land                         | Verband                                                         | Wettbewerb                                               | Saison  | Meister                         |
| ---------------------------- | --------------------------------------------------------------- | -------------------------------------------------------- | ------- | ------------------------------- |
| Ägypten                      | Egyptian Football Association                                   | Egyptian Premier League                                  | 2008/09 | al Ahly Kairo                   |
| Algerien                     | Fédération Algérienne de Football                               | Championnat National de Première Division                | 2008/09 | ES Sétif                        |
| Angola                       | Federação Angolana de Futebol                                   | Girabola                                                 | 2009    | Atlético Petróleos Luanda       |
| Äquatorialguinea             | Federación Ecuatoguineana de Fútbol                             | Primera Division de Honor                                | 2009    | CD Elá Nguema                   |
| Äthiopien                    | Ethiopian Football Federation                                   | Premier League                                           | 2008/09 | Saint-George SA                 |
| Benin                        | Fédération Béninoise de Football                                | Championnat National du Benin                            | 2008/09 | nicht ausgetragen               |
| Botswana                     | Botswana Football Association                                   | Botswana Premier League                                  | 2008/09 | Gaborone United                 |
| Burkina Faso                 | Fédération Burkinabè de Football                                | Première Division                                        | 2008/09 | ASFA-Yennenga Ouagadougou       |
| Burundi                      | Fédération de Football du Burundi                               | Ligue A                                                  | 2009    | Vital’O FC                      |
| Dschibuti                    | Fédération Djiboutienne de Football                             | Djibouti Premier League                                  | 2008/09 | AS Ali Sabieh/Djibouti Télécom  |
| Elfenbeinküste               | Fédération Ivoirienne de Football                               | MTN Ligue 1                                              | 2009    | ASEC Mimosas                    |
| Eritrea                      | Eritrean National Football Federation                           | Eritrean Premier League                                  | 2009    | Red Sea FC                      |
| Gabun                        | Fédération Gabonaise de Football                                | Championnat National de D1                               | 2008/09 | AS Stade Mandji                 |
| Gambia                       | Gambia Football Association                                     | GFA League First Division                                | 2009    | FC Armed Forces                 |
| Ghana                        | Ghana Football Association                                      | Ghana Premier League                                     | 2008/09 | Hearts of Oak SC                |
| Guinea                       | Fédération Guinéenne de Football                                | Guinée Championnat National                              | 2008/09 | Fello Star                      |
| Guinea-Bissau                | Federação de Futebol da Guiné-Bissau                            | Campeonato Nacional da Guiné-Bissau                      | 2008/09 | Clube de Futebol „Os Balantas“  |
| Kamerun                      | Fédération Camerounaise de Football                             | MTN Elite One                                            | 2008/09 | Tiko United                     |
| Kap Verde                    | Federação Caboverdiana de Futebol                               | Campeonato Nacional Grupo Tecnicil                       | 2008/09 | Sporting Clube da Praia         |
| Kenia                        | Kenya Football Federation                                       | Kenyan Premier League                                    | 2009    | Sofapaka FC                     |
| Komoren                      | Fédération Comorienne de Football                               | Championnat des Comores                                  | 2009    | Apache Club de Mitsamiouli      |
| Demokratische Republik Kongo | Fédération Congolaise de Football-Association                   | Linafoot                                                 | 2009    | Tout Puissant Mazembe           |
| Lesotho                      | Lesotho Football Association                                    | Lesotho Premier League                                   | 2008/09 | Lioli FC                        |
| Liberia                      | Liberian Football Association                                   | Liberian Premier League                                  | 2009    | Mighty Barrolle                 |
| Libyen                       | Libyan Football Federation                                      | Libyan Premier League                                    | 2008/09 | Al-Ittihad                      |
| Madagaskar                   | Fédération Malagasy de Football                                 | THB Champions League                                     | 2009    | Ajesaia                         |
| Malawi                       | Football Association of Malawi                                  | TNM Super League                                         | 2009    | nicht ausgetragen               |
| Mali                         | Fédération Malienne de Football                                 | Malien Première Division                                 | 2008/09 | Djoliba AC                      |
| Marokko                      | Fédération Royale Marocaine de Football                         | Botola                                                   | 2008/09 | Raja Casablanca                 |
| Mauretanien                  | Fédération de Football de la République Islamique de Mauritanie | Mauritanean Premier League                               | 2009    | ASC Snim                        |
| Mauritius                    | Mauritius Football Association                                  | Mauritian Premier League                                 | 2008/09 | Curepipe Starlight SC           |
| Mosambik                     | Federação Moçambicana de Futebol                                | Moçambola                                                | 2009    | Clube Ferroviário de Maputo     |
| Namibia                      | Namibia Football Association                                    | Namibia Premier League                                   | 2008/09 | African Stars                   |
| Niger                        | Fédération Nigérienne de Football                               | Championnat National de Première Division                | 2009    | Sahel SC                        |
| Nigeria                      | Nigeria Football Association                                    | Nigerian Football League                                 | 2008/09 | Bayelsa United                  |
| Republik Kongo               | Fédération Congolaise de Football                               | Congo Premier League                                     | 2009    | Diables Noirs                   |
| Réunion                      | Ligue Réunionnaise de Football                                  | Championnat de football de La Réunion                    | 2009    | US Stade Tamponnaise            |
| Ruanda                       | Fédération Rwandaise de Football Association                    | Rwanda Premier League                                    | 2008/09 | APR FC                          |
| Sambia                       | Football Association of Zambia                                  | Zambian Premier League                                   | 2009    | Zanaco FC                       |
| Sansibar                     | Zanzibar Football Association                                   | Zanzibar Premiership League                              | 2009    | Mafunzo FC                      |
| São Tomé und Príncipe        | Federação Santomense de Futebol                                 | Endspiel zwischen den Meistern von São Tomé und Príncipe | 2009    | nicht bekannt/nicht ausgetragen |
| Senegal                      | Fédération Sénégalaise de Football                              | Championnat Professionnel Ligue 1                        | 2009    | ASC Linguère                    |
| Seychellen                   | Seychelles Football Federation                                  | Barclays League Division One                             | 2009    | La Passe FC                     |
| Sierra Leone                 | Sierra Leone Football Association                               | Sierra Leone National Premier League                     | 2009    | East End Lions                  |
| Simbabwe                     | Zimbabwe Football Association                                   | Zimbabwe Premier Soccer League                           | 2009    | Gunners FC                      |
| Somalia                      | Somali Football Federation                                      | Somali Football League                                   |         | nicht ausgetragen               |
| Südafrika                    | South African Football Association                              | Premier Soccer League                                    | 2009    | SuperSport United               |
| Sudan                        | Sudan Football Association                                      | Sudani Football Premier League                           | 2009    | Al-Hilal Khartum                |
| Swasiland                    | Eswatini Football Association                                   | MTN Premier League                                       | 2008/09 | Mbabane Swallows                |
| Tansania                     | Tanzania Football Federation                                    | Ligi Kuu Tanzania Bara                                   | 2008/09 | Young Africans SC               |
| Togo                         | Fédération Togolaise de Football                                | Championnat National de 1ère Division                    | 2009    | Maranatha FC                    |
| Tschad                       | Fédération Tchadienne de Football Association                   | Ligue de N'Djamena                                       | 2009    | Gazelle FC                      |
| Tunesien                     | Fédération Tunisienne de Football                               | Championnat de Tunisie                                   | 2008/09 | Espérance Sportive de Tunis     |
| Uganda                       | Federation of Uganda Football Associations                      | Ugandan Super League                                     | 2008/09 | Uganda Revenue Authority SC     |
| Zentralafrikanische Republik | Fédération Centrafricaine de Football                           | Championnat de la Ligue de Bangui                        | 2009    | AS Tempête Mocaf Bangui         |

## Confederación Sudamericana de Fútbol
| Land        | Verband                            | Wettbewerb                           | Saison          | Meister                                                      |
| ----------- | ---------------------------------- | ------------------------------------ | --------------- | ------------------------------------------------------------ |
| Argentinien | Asociación del Fútbol Argentino    | Primera División                     | 2008/09 2009/10 | CA Vélez Sarsfield (Clausura) CA Banfield (Apertura)         |
| Bolivien    | Federación Boliviana de Fútbol     | Liga de Fútbol Profesional Boliviano | 2009            | Club Blooming                                                |
| Brasilien   | Confederação Brasileira de Futebol | Série A                              | 2009            | Flamengo Rio de Janeiro                                      |
| Chile       | Federación de Fútbol de Chile      | Primera División                     | 2009            | CF Universidad de Chile (Apertura) CSD Colo-Colo (Clausura)  |
| Ecuador     | Federación Ecuatoriana de Fútbol   | Serie A                              | 2009            | Deportivo Quito                                              |
| Kolumbien   | Federación Colombiana de Fútbol    | Categoría Primera A                  | 2009            | Once Caldas (Apertura) Independiente Medellín (Finalización) |
| Paraguay    | Asociación Paraguaya de Fútbol     | Primera División                     | 2009            | Club Cerro Porteño (Apertura) Club Nacional (Clausura)       |
| Peru        | Federación Peruana de Fútbol       | Primera División                     | 2009            | Universitario de Deportes                                    |
| Uruguay     | Asociación Uruguaya de Fútbol      | Primera División                     | 2008/09         | Nacional Montevideo                                          |
| Venezuela   | Federación Venezolana de Fútbol    | Primera División                     | 2008/09         | FC Caracas                                                   |

## Oceania Football Confederation
| Land                               | Verband                                             | Wettbewerb                        | Saison  | Meister                         |
| ---------------------------------- | --------------------------------------------------- | --------------------------------- | ------- | ------------------------------- |
| Amerikanisch-Samoa                 | Football Federation American Samoa                  | FFAS Senior League                | 2009    | Black Roses                     |
| Cookinseln                         | Cook Islands Football Association                   | Cook Islands Round Cup            | 2009    | Sokattack Nikao                 |
| Fidschi                            | Fiji Football Association                           | National Football League          | 2009    | Lautoka FC                      |
| Föderierte Staaten von Mikronesien | Federated States of Micronesia Football Association | Pohnpei Premier League            | 2009    | Island Pitbulls                 |
| Kiribati                           | Kiribati Islands Football Association               | Kiribati National Championship    | 2009    | nicht ausgetragen               |
| Neukaledonien                      | Fédération Calédonienne de Football                 | Division d’Honneur                | 2008/09 | AS Magenta                      |
| Neuseeland                         | New Zealand Football                                | New Zealand Football Championship | 2008/09 | Auckland City FC                |
| Niue                               | Niue Island Soccer Association                      | Niue Soccer Tournament            | 2009    | nicht bekannt/nicht ausgetragen |
| Palau                              | Palau Soccer Association                            | Palau Soccer League               | 2009    | nicht bekannt/nicht ausgetragen |
| Papua-Neuguinea                    | Papua New Guinea Football Association               | National Soccer League            | 2008/09 | PRK Hekari United               |
| Salomonen                          | Solomon Islands Football Federation                 | Telekom S-League                  | 2009    | Marist FC                       |
| Samoa                              | Football Federation Samoa                           | Samoa National League             | 2009    | nicht ausgetragen               |
| Tahiti                             | Fédération Tahitienne de Football                   | Tahiti Division Fédérale          | 2008/09 | AS Manu-Ura                     |
| Tonga                              | Tonga Football Association                          | Tonga Major League                | 2009    | Marist FC                       |
| Tuvalu                             | Tuvalu National Football Association                | Tuvalu A-Division                 | 2009    | nicht bekannt/nicht ausgetragen |
| Vanuatu                            | Vanuatu Football Federation                         | Premia Divisen                    | 2008/09 | Tafea F.C.                      |

## Union of European Football Associations
| Land                    | Verband                                        | Wettbewerb                       | Saison  | Meister               |
| ----------------------- | ---------------------------------------------- | -------------------------------- | ------- | --------------------- |
| Albanien                | Federata Shqiptare e Futbollit                 | Kategoria Superiore              | 2008/09 | KF Tirana             |
| Andorra                 | Federació Andorrana de Futbol                  | Primera Divisió                  | 2008/09 | UE Sant Julià         |
| Armenien                | Football Federation of Armenia                 | Bardsragujn chumb                | 2009    | FC Pjunik Jerewan     |
| Aserbaidschan           | Azərbaycan Futbol Federasiyaları Assosiasiyası | Premyer Liqası                   | 2008/09 | FK Baku               |
| Belgien                 | Koninklijke Belgische Voetbalbond              | Jupiler Pro League               | 2008/09 | Standard Lüttich      |
| Bosnien und Herzegowina | Nogometni/Fudbalski Savez Bosne i Hercegovine  | Premijer Liga                    | 2008/09 | HŠK Zrinjski Mostar   |
| Bulgarien               | Bulgarski futbolen Sojus                       | A Grupa                          | 2008/09 | Lewski Sofia          |
| Dänemark                | Dansk Boldspil-Union                           | Superliga                        | 2008/09 | FC Kopenhagen         |
| Deutschland             | Deutscher Fußball-Bund                         | Bundesliga                       | 2008/09 | VfL Wolfsburg         |
| England                 | The Football Association                       | Premier League                   | 2008/09 | Manchester United     |
| Estland                 | Eesti Jalgpalli Liit                           | Meistriliiga                     | 2009    | FC Levadia Tallinn    |
| Färöer                  | Fótbóltssamband Føroya                         | Vodafonedeildin                  | 2009    | HB Tórshavn           |
| Finnland                | Suomen Palloliitto                             | Veikkausliiga                    | 2009    | HJK Helsinki          |
| Frankreich              | Fédération Française de Football               | Ligue 1                          | 2008/09 | Girondins Bordeaux    |
| Georgien                | Sakartwelos Pechburtis Pederazis               | Umaghlessi Liga                  | 2008/09 | WIT Georgia Tiflis    |
| Griechenland            | Elliniki Podosferiki Omospondia                | Super League                     | 2008/09 | Olympiakos Piräus     |
| Irland                  | Football Association of Ireland                | League of Ireland                | 2009    | Bohemians Dublin      |
| Island                  | Knattspyrnusamband Íslands                     | Pepsideild                       | 2009    | FH Hafnarfjörður      |
| Israel                  | Israel Football Association                    | Ligat ha’Al                      | 2008/09 | Maccabi Haifa         |
| Italien                 | Federazione Italiana Giuoco Calcio             | Serie A                          | 2008/09 | Inter Mailand         |
| Kasachstan              | Qasaqstannyng Futbol Federazijassy             | Premjer-Liga                     | 2009    | FK Aqtöbe             |
| Kroatien                | Hrvatski nogometni savez                       | 1. HNL                           | 2008/09 | Dinamo Zagreb         |
| Lettland                | Latvijas Futbola federācija                    | Virslīga                         | 2009    | FK Liepājas Metalurgs |
| Liechtenstein           | Liechtensteiner Fussballverband                | keine Meisterschaft              |         |                       |
| Litauen                 | Lietuvos futbolo federacija                    | A lyga                           | 2009    | Ekranas Panevėžys     |
| Luxemburg               | Fédération Luxembourgeoise de Football         | Nationaldivision                 | 2008/09 | F91 Düdelingen        |
| Malta                   | Malta Football Association                     | Maltese Premier League           | 2008/09 | Hibernians Paola      |
| Nordmazedonien          | Fudbalska Federacija na Makedonija             | Prva Makedonska Liga             | 2008/09 | Makedonija Skopje     |
| Moldau                  | Federația Moldovenească de Fotbal              | Divizia Națională                | 2008/09 | Sheriff Tiraspol      |
| Montenegro              | Fudbalski savez Crne Gore                      | Prva Crnogorska Liga             | 2008/09 | FK Mogren             |
| Niederlande             | Koninklijke Nederlandse Voetbal Bond           | Eredivisie                       | 2008/09 | AZ Alkmaar            |
| Nordirland              | Irish Football Association                     | IFA Premiership                  | 2008/09 | Glentoran FC          |
| Norwegen                | Norges Fotballforbund                          | Tippeligaen                      | 2009    | Rosenborg Trondheim   |
| Österreich              | Österreichischer Fußball-Bund                  | Bundesliga                       | 2008/09 | FC Red Bull Salzburg  |
| Polen                   | Polski Związek Piłki Nożnej                    | Ekstraklasa                      | 2008/09 | Wisła Krakau          |
| Portugal                | Federação Portuguesa de Futebol                | Primeira Liga                    | 2008/09 | FC Porto              |
| Rumänien                | Federația Română de Fotbal                     | Liga 1                           | 2008/09 | Unirea Urziceni       |
| Russland                | Rossijski Futbolny Sojus                       | Premjer-Liga                     | 2009    | Rubin Kasan           |
| San Marino              | Federazione Sammarinese Giuoco Calcio          | Campionato Sammarinese di Calcio | 2008/09 | SP Tre Fiori          |
| Schottland              | Scottish Football Association                  | Scottish Premier League          | 2008/09 | Glasgow Rangers       |
| Schweden                | Svenska Fotbollförbundet                       | Fotbollsallsvenskan              | 2009    | AIK Solna             |
| Schweiz                 | Schweizerischer Fussballverband                | Raiffeisen Super League          | 2008/09 | FC Zürich             |
| Serbien                 | Fudbalski savez Srbije                         | SuperLiga                        | 2008/09 | FK Partizan Belgrad   |
| Slowakei                | Slovenský futbalový zväz                       | Corgoň liga                      | 2008/09 | ŠK Slovan Bratislava  |
| Slowenien               | Nogometna zveza Slovenije                      | Slovenska Nogometna Liga         | 2008/09 | NK Maribor            |
| Spanien                 | Real Federación Española de Fútbol             | Primera División                 | 2008/09 | FC Barcelona          |
| Tschechien              | Českomoravský fotbalový svaz                   | Gambrinus Liga                   | 2008/09 | Slavia Prag           |
| Türkei                  | Türkiye Futbol Federasyonu                     | Süper Lig                        | 2008/09 | Beşiktaş Istanbul     |
| Ukraine                 | Federazija Futbolu Ukrajiny                    | Premjer-Liha                     | 2008/09 | Dynamo Kiew           |
| Ungarn                  | Magyar Labdarúgó Szövetség                     | Nemzeti Bajnokság                | 2008/09 | Debreceni Vasutas SC  |
| Wales                   | Football Association of Wales                  | Welsh Premier Football League    | 2008/09 | Rhyl FC               |
| Belarus                 | Belaruskaja Federazyja Futbola                 | Wyschejschaja Liha               | 2009    | BATE Baryssau         |
| Zypern                  | Cyprus Football Association                    | First Division                   | 2008/09 | APOEL Nikosia         |